# Лунинское движение
Лу́нинское движение — одна из форм социалистического соревнования в СССР.
В 1940 году инициатором соревнования стал машинист паровозного депо в Новосибирске Н. А. Лунин. Суть его метода заключалась в выполнении текущего ремонта паровоза силами самой паровозной бригады, а не ремонтной бригады.
В 1941 году газета «Гудок» издала брошюру Лунина «Наш опыт эксплуатации паровоза», содержавшую детальное описание лунинской системы ухода за локомотивом.
К январю 1942 года на Томской железной дороге профессией слесаря-ремонтника овладели 98 % машинистов, 94 % помощников машинистов, 63 % кочегаров. Народный комиссариат путей сообщения в январе 1942 года издал приказ о развитии Лунинского движения. В годы Великой Отечественной войны движение приобрело новое содержание — максимальный пробег паровозов без ремонта. В 1942 по методу Лунина работали свыше 7,8 тыс. паровозных бригад. Экономия благодаря Лунинскому движению составила на Томской железной дороге в 1941 свыше 7 млн рублей, в 1942 — около 11 млн, в 1943 — свыше 11 млн рублей.
Этот почин при значительной нехватке рабочей силы, материалов и запчастей получил широкое распространение на транспорте и в ряде отраслей народного хозяйства в виде овладения смежными профессиями.